# Veronica Ferres
Veronica Ferres (* 10. červen 1965 Solingen, Německo) je německá herečka, která si zahrála ve filmech Hranice zoufalství, Prolomit zeď a Žáby k zulíbání 1, 2, 3.

## Život
Veronica Maria Caecilia Ferres se narodila roku 1965 v Solingenu v Západním Německu. Po základní škole studovala divadelní historii v Mnichově , školu ovšem nedokončila, protože se chtěla stát herečkou. Průlomovým se stal film Rossini. Je vzdělaná, jak v oblasti herecké, tak i jazykové, umí plynně anglicky a francouzsky. Roku 2001 se provdala za Martina Kruga, s nímž má dceru Lilly.

## Filmografie
- 2016 Zelená jako smaragd
- 2014 Modrá jako safír
- 2013 Rudá jako rubín
- 2009 Žáby k zulíbání 3
- 2008 Okamžik vzkříšení
- 2008 Prolomit zeď
- 2007 Hranice zoufalství
- 2007 Žáby k zulíbání 2
- 2006 Bye Bye Harry
- 2006 Černý svědek
- 2006 Žáby k zulíbání
- 2005 Není nebe nad Afrikou
- 2003 Navždy ztracena
- 1997 Rossini